# Эффект Рашбы
Эффект Рашбы (связывание Рашбы) — снятие вырождения по спину в твёрдых телах (в частности, гетероструктурах) благодаря сильному спин-орбитальному взаимодействию. Назван в честь Эммануила Иосифовича Рашбы, сотрудника АН УССР, открывшего эффект.
В полупроводниках, в приближении почти свободных электронов, гамильтониан спин-орбитального взаимодействия обратно пропорционален не собственной энергии электрона {\displaystyle mc^{2}}, а ширине запрещённой зоны {\displaystyle E_{g}}. Так как соотношение между {\displaystyle mc^{2}} и {\displaystyle E_{g}} составляет величину порядка 106, спин-орбитальное взаимодействие в твёрдых телах проявляется намного сильнее. В гетероструктурах пространственный профиль зон, и следовательно, внутреннее электрическое поле, асимметричны. Следствием является расщепление электронных состояний для электронов со спинами, направленными вверх и вниз вдоль оси волновых векторов, что и называют эффектом Рашбы. Это коренным образом отличает снятие вырождения по спину в эффекте Рашбы, от снятия вырождения внешним магнитным полем, в котором подзоны для электронов с противоположным направлением спина смещаются вдоль оси энергии.
Спин-орбитальное взаимодействие типа Рашбы играет важную роль в объяснении внутреннего спинового эффекта Холла.